# Sing for the Submarine
«Sing for the Submarine» (en castellano Cantar para el submarino) es la novena pista y canción del álbum de estudio Accelerate publicado en 2008 por la banda estadounidense R.E.M.
En la letra de "Sing for the Submarine" se hacen referencias a anteriores canciones del grupo como son:
- "Feeling Gravity's Pull" es mencionada en la frase Lift up your voice feel gravity's pull
- "Electron Blue" es otra de las canciones mencionadas: The city breathes and pulses/It's for you electron blue.
- También se hace referencia a "It's the End of the World as We Know It (And I Feel Fine)" en la frase, It's then that I realised/ That the world as we know it.
- Se podría considerar que la frase At least my confessions made you laugh (Al menos mis confesiones te hicieron reír), mencionada en la canción hace referencia a otra frase expresa en la canción "Leaving New York", You might have laughed if I told you (Te hubieras reído si te lo hubiese contado).